# Patología celular

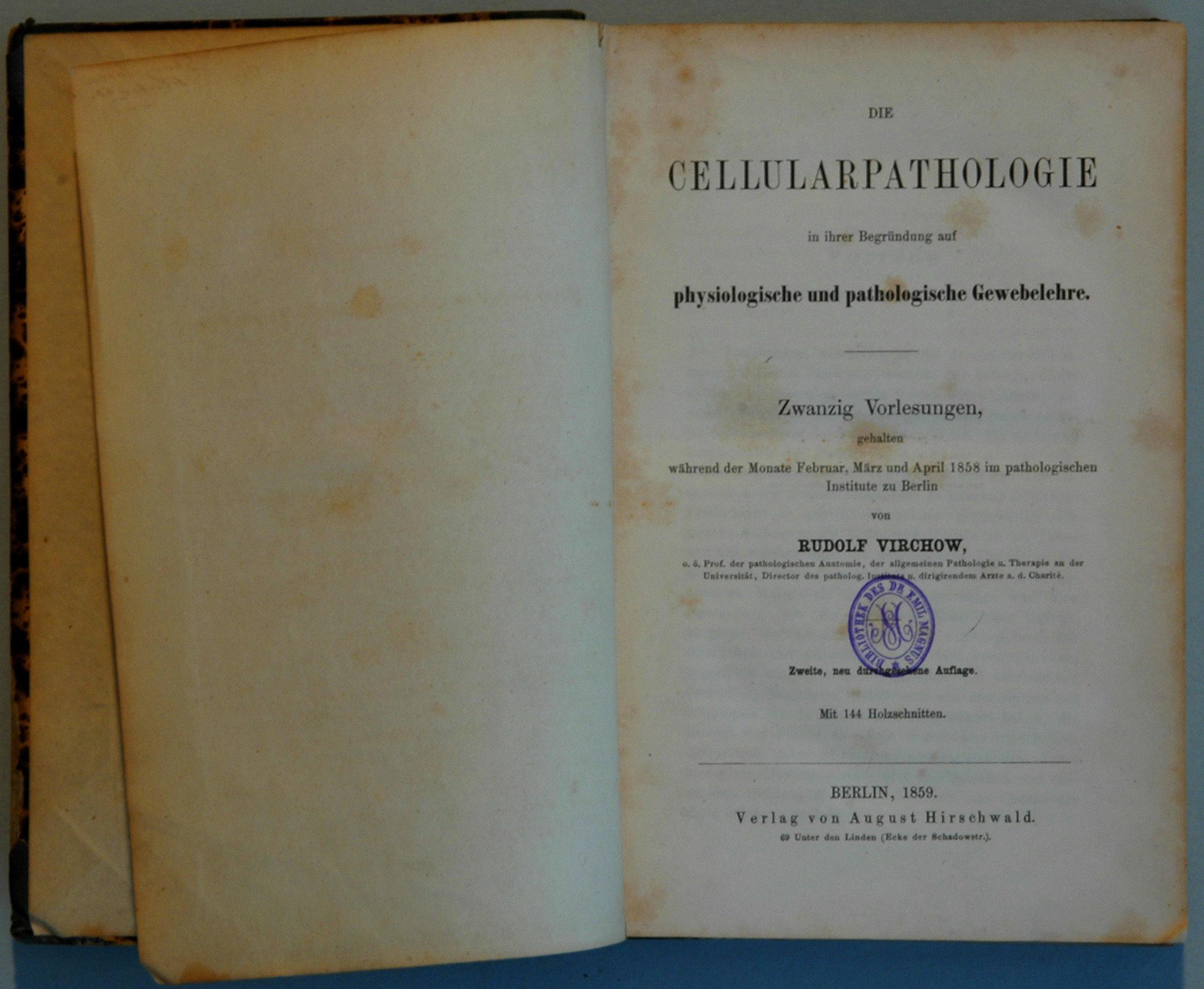
Virchows Patología celular:
Titular de la segunda edición de 1859

La patología celular es una doctrina, con la que se explica que las enfermedades se generan sobre la base de los  trastornos de las células del cuerpo y de sus funciones. 
Esta doctrina se desarrolló en la década de 1850 por Friedrich Günzburg (1820-1859) y Robert Remak (1815-1865). Posteriormente Rudolf Virchow la amplió con diferentes investigaciones originales y publicó Die cellularpathologie in ihrer Begründung auf physiologische und pathologische Gewebenlehre (Patología celular basada sobre histología patológica y fisiológica), pero evitó mencionar y dar créditos a los trabajos precursores en su publicación.
La patología celular sustituyó, como concepto de enfermedad, a la patología humoral, válida  desde la antigüedad, generando una revolución global en la concepción de la patogénesis y la enfermedad en general. Junto con la microbiología, forma el fundamento de la medicina académica.